# Автошлях Т 0508
Автошля́х Т 0508 — автомобільний шлях територіального значення у Донецькій області. Пролягає територією Донецької міськради та Кальміуського району через Донецьк — Старобешеве — Бойківське — Новоазовськ — Сєдове. Загальна довжина — 111,3 км.

## Маршрут
Автошлях проходить через такі населені пункти:
| Автошлях Т 0508       |        |
| Донецька область      |        |
| Донецька міськрада    |        |
| Донецьк               | Н15Н20 |
| Старобешівський район |        |
| Мар'янівка            |        |
| Обільне               |        |
| Старобешеве           | Т 0509 |
| Роздольне             |        |
| Василівка             |        |
| Новомихайлівка        |        |
| Бойківський район     |        |
| Богданівка            |        |
| Мічуріне              |        |
|                       | Т 0519 |
| Бойківське            | Т 0512 |
| Свободне              |        |
| Новоазовський район   |        |
| Бессарабка            |        |
| Козлівка              |        |
| Гусельщикове          |        |
| Новоазовськ           | E58М14 |
| Сєдове                |        |